# 張汝舟 (宋朝毘陵人)
張汝舟（?—?），毘陵（治所在今江蘇常州市）人，宋朝政治人物。

## 生平
徽宗崇寧五年（1106年）進士，宣和二年（1120年）任殿中侍御使，宋钦宗时，任绍兴知府。宣和五年降授宣教郎、直秘阁权知越州郡绍兴府。宋朝南渡後，建炎三年，以朝奉郎直秘阁，知明州（今宁波市南）。